# Robert Laden
Robert „Bob“ Laden (geb. vor 1968) ist ein Maskenbildner und Spezialeffektkünstler.

## Leben
Laden begann seine Karriere im Filmstab 1968 beim Fernsehen und hatte sein Filmdebüt bei der Komödie Husbands von John Cassavetes mit Peter Falk in einer der Hauptrollen. Er arbeitete zwei weitere Male an Filmen mit Peter Falk, für beide erhielt er eine Oscar-Nominierung in der Kategorie Bestes Make-up und beste Frisuren. 1988 war er für John G. Avildsens Krimikomödie Happy New Year nominiert, es gewann in diesem Jahr jedoch William Dears Komödie Bigfoot und die Hendersons. 1996 erhielt er für Familien-Bande seine zweite Oscar-Nominierung, diesmal zusammen mit Greg Cannom und Colleen Callaghan, sie unterlagen aber Mel Gibsons Historiendrama Braveheart. Laden arbeitete unter renommierten Regisseuren wie Steven Spielberg, Richard Attenborough, Martin Brest, Alan Parker, Brian De Palma, John Huston and Sidney Lumet.
Laden war neben seinen Filmengagements gelegentlich auch für das Fernsehen tätig, unter anderem an der Fernsehserie Chaos City und einigen Fernsehfilmen.

## Filmografie (Auswahl)
- 1971: Wo Gangster um die Ecke knallen (The Gang That Couldn’t Shoot Straight)
- 1978: The Wiz – Das zauberhafte Land (The Wiz)
- 1982: Garp und wie er die Welt sah (The World According to Garp)
- 1985: Die Ehre der Prizzis (Prizzi’s Honor)
- 1987: Angel Heart
- 1989: Millennium – Die 4. Dimension (Millennium)
- 1991: F/X 2 – Die tödliche Illusion (F/X2)
- 1992: Der Duft der Frauen (Scent of a Woman)
- 1994: Wolf – Das Tier im Manne (Wolf)
- 1995: Familien-Bande (Roommates)
- 1996: Thinner – Der Fluch (Thinner)
- 1997: Amistad

## Nominierungen (Auswahl)
- 1988: Oscar-Nominierung in der Kategorie Bestes Make-up und beste Frisuren für Happy New Year
- 1996: Oscar-Nominierung in der Kategorie Bestes Make-up und beste Frisuren für Familien-Bande